# David Martín Peribánez
David Martín Peribánez es un ex ciclista profesional español. Nació en Ávila el 11 de abril de 1980. Debutó como profesional el año 2005, de la mano del equipo portugués Barbot.

## Palmarés
Amateur
- Vuelta a Palencia 2004

Profesional
No logró victorias como profesional.

## Equipos
- Barbot (2005-2006)
- Viña Magna (2007)